# Chlorodrepanis virens
L'amakihi di Hawaii o, più correttamente, ʻamakihi di Hawaiʻi (Chlorodrepanis virens (Gmelin, 1788)) è un uccello passeriforme della famiglia Fringillidae.

## Etimologia
Il nome scientifico di questi uccelli, virens, deriva dal latino è significa "verde", in riferimento alla livrea di questi uccelli.

## Descrizione

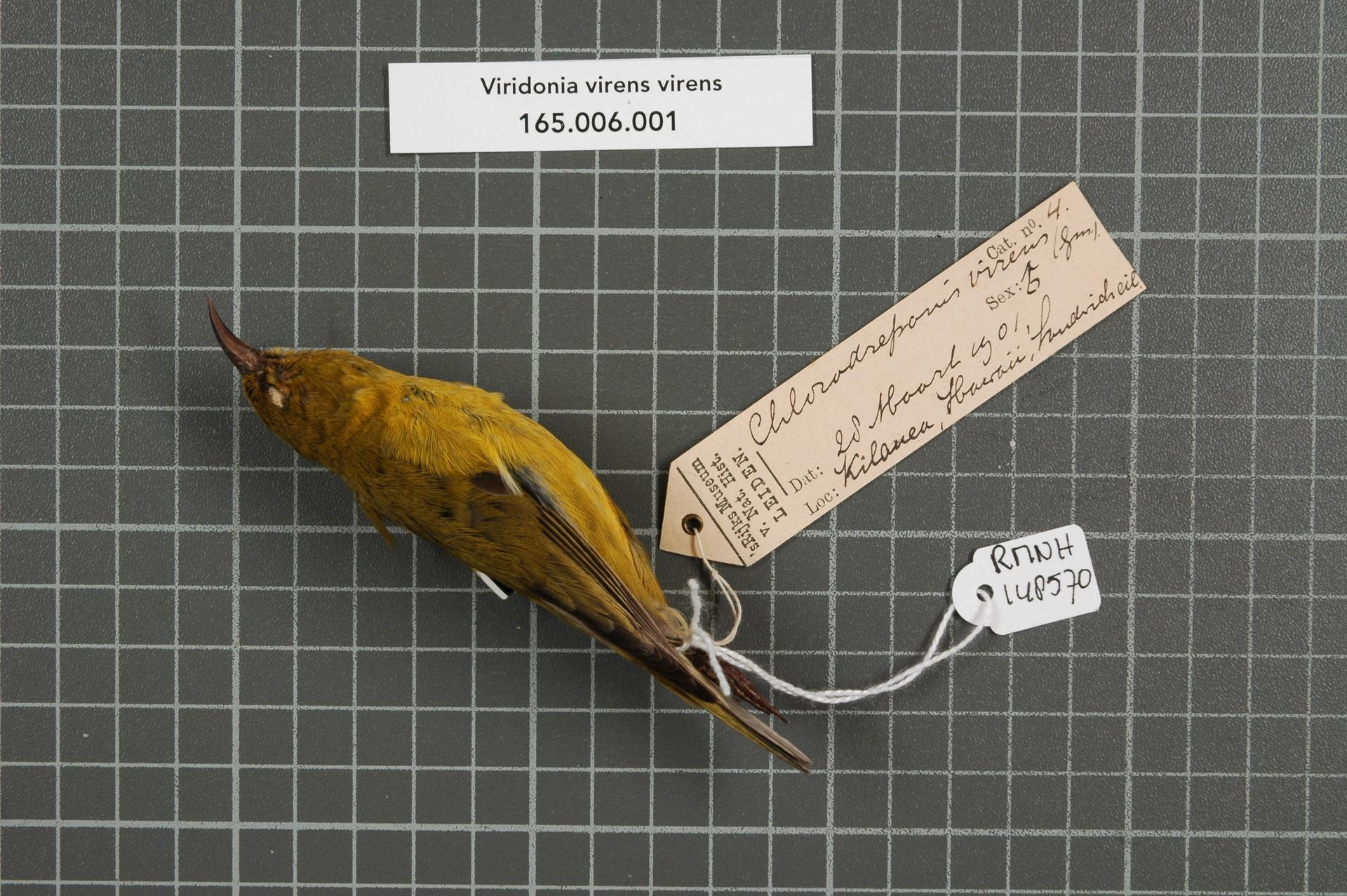
Maschio impagliato.

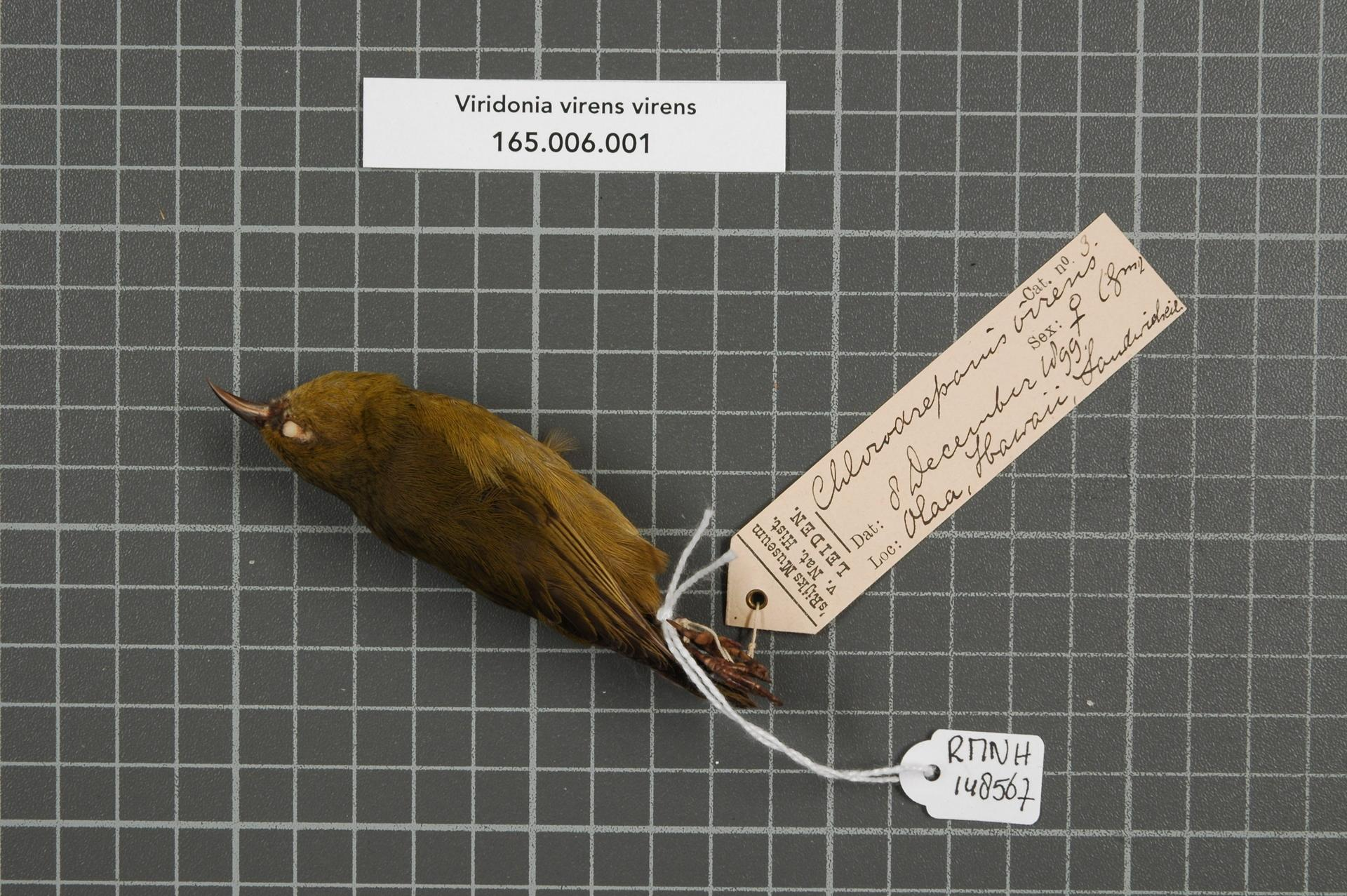
Femmina impagliata.

### Dimensioni
Misura 11 cm di lunghezza, per un peso di 10-17 g.

### Aspetto
Si tratta di uccelli dall'aspetto paffuto e massiccio, con testa arrotondata e becco conico ed incurvato verso il basso.

Il piumaggio è giallino su testa e area ventrale, mentre nuca, dorso, ali e groppa sono di colore verde oliva: ali e coda assumono colorazione nerastra, le prime con una banda trasversale di colore bianco sporco che caratterizza la specie. Bianco è anche il sottocoda. Dai lati del becco parte una banda nera che raggiunge gli occhi, formando una mascherina: tale banda è più evidente nei maschi rispetto alle femmine, che possiedono inoltre colorazione dalla tonalità più smorta. In ambedue i sessi gli occhi sono di colore bruno scuro, le zampe sono nerastre e il becco è anch'esso nerastro con orli bianco-rosati.

## Biologia

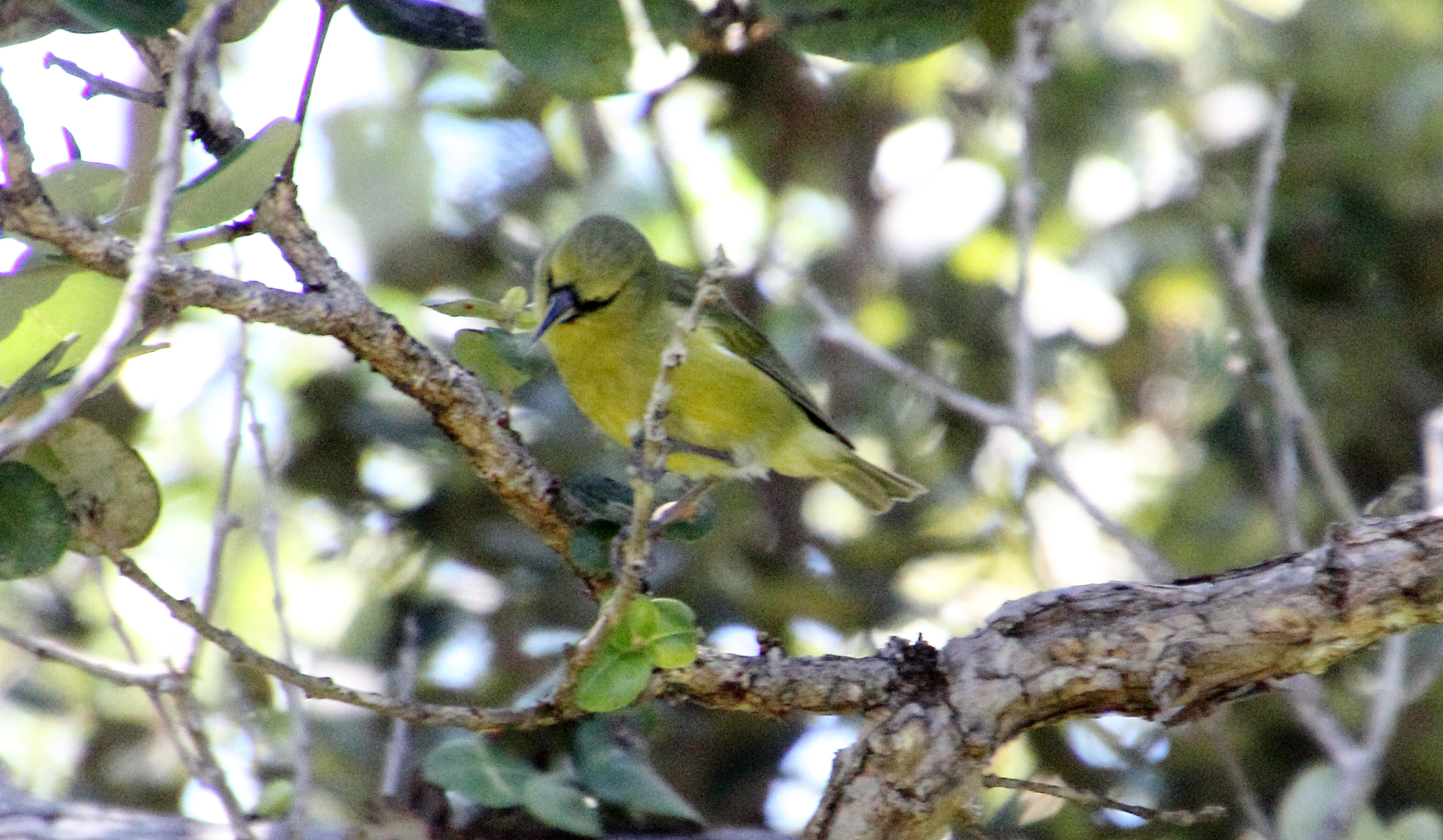
Esemplare in natura.

Si tratta di uccellini dalle abitudini essenzialmente diurne, vispi e molto vivaci, che passano la maggior parte della giornata alla ricerca di cibo fra i rami, muovendosi in coppie o al più in piccoli gruppi familiari (formati da una coppia riproduttrice e dai giovani della covata precedente) i cui componenti si tengono in contatto fra loro mediante pigolii continui.

### Alimentazione

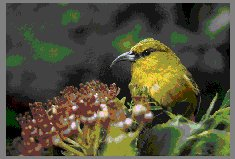
Esemplare in natura mentre si nutre.

Gli amakihi di Hawaii sono uccelli piuttosto generalisti, la cui dieta si compone perlopiù di invertebrati dalla consistenza non eccessivamente coriacea (bruchi, larve, ragni etc.), ma che non disdegnano di cibarsi inoltre di nettare (30% del totale di cibo consumato, prelevato essenzialmente dai fiori dell'ohia), frutta e bacche (soprattutto di pilo).

### Riproduzione

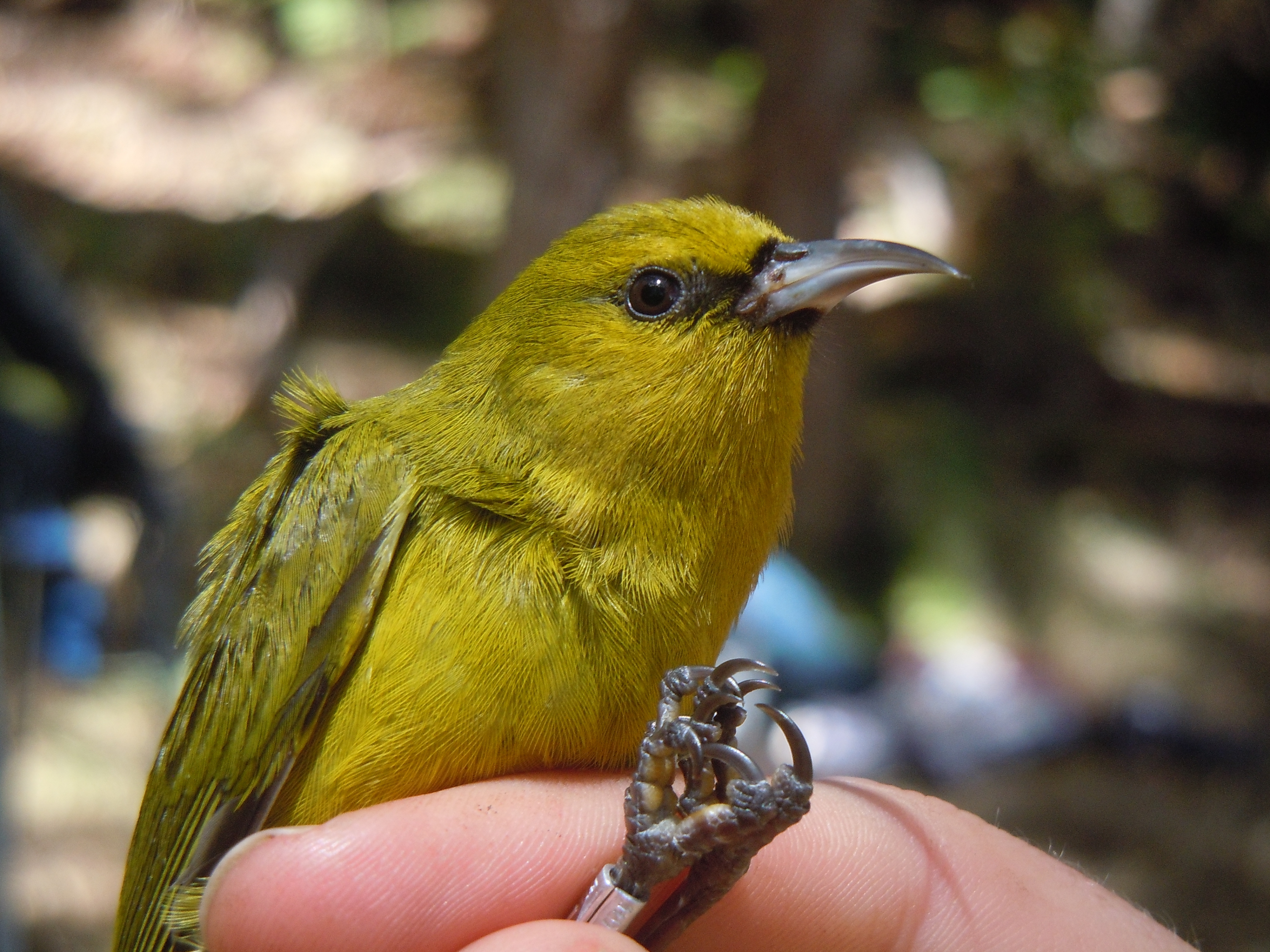
Esemplare di cattura.

Si tratta di uccelli monogami, le cui coppie restano insieme per molti anni.

Non esiste una stagione riproduttiva ben definita, tuttavia si registra un picco di nascite fra marzo e maggio e un calo nei mesi fra agosto e ottobre: circa un mese prima della nidificazione, le coppie cominciano a definire un territorio di circa mezzo ettaro (l'estensione è inversamente proporzionale alla copertura arborea della zona), le cui zone periferiche spesso si sovrappongono a quelle di altre coppie, ma la cui parte centrale (quella dove viene a trovarsi il nido) viene attivamente sorvegliata dal maschio e difesa dagli intrusi in maniera via via più aggressiva man mano che la nidificazione procede. Le coppie tendono a servirsi sempre dello stesso territorio negli anni.
Nonostante le abitudini monogame della specie, ad ogni evento riproduttivo è associata una fase di corteggiamento da parte del maschio, che consiste in una prima fase in cui esso segue la femmina e descrive dei cerchi concentrici in volo, anche a 30 m di quota (spesso venendo interrotto dagli altri maschi) ed una seconda in cui le dona del cibo e canta per impressionarla, salvo poi montarla qualora essa si mostri disponibile, cosa che viene segnalata abbassando le ali, facendo la coda da parte ed emettendo un pigolio.
È principalmente la femmina a scegliere l'ubicazione del nido, portando con sé nel becco dei ciuffi d'erba e testando vari siti accompagnata dal maschio, prima di decidere dove iniziare la costruzione, che è totalmente a suo carico. Il nido ha una forma a coppa e misura circa 7 cm di altezza e una decina di diametro: esso viene costruito intrecciando fili d'erba, licheni e fibre vegetali (talvolta anche lana) ad una biforcazione distale di un ramo alto. Al suo interno la femmina depone 2-3 uova biancastre con chiazzature bruno-rossicce concentrate all'estremità ottusa, di circa 13,9 x 19 mm: esse vengono covate dalla sola femmina per due settimane, col maschio che rimane di guardia nei pressi del nido.

I nidiacei, ciechi ed implumi alla nascita, vengono accuditi dalla sola femmina ma nutriti da ambedue i genitori, col maschio che spesso nutre la partner, la quale provvede poi a dare il cibo ai piccoli in un secondo momento. Essi sono in grado d'involarsi a 16-21 giorni dalla schiusa: anche dopo essere usciti dal nido, essi tuttavia continuano ad essere accuditi (sebbene sempre meno frequentemente) dai genitori, che tuttavia nel frattempo iniziano i preparativi per una seconda covata, fino al terzo mese di vita, quando si disperdono fino a 9 km dal territorio natale.

## Distribuzione e habitat

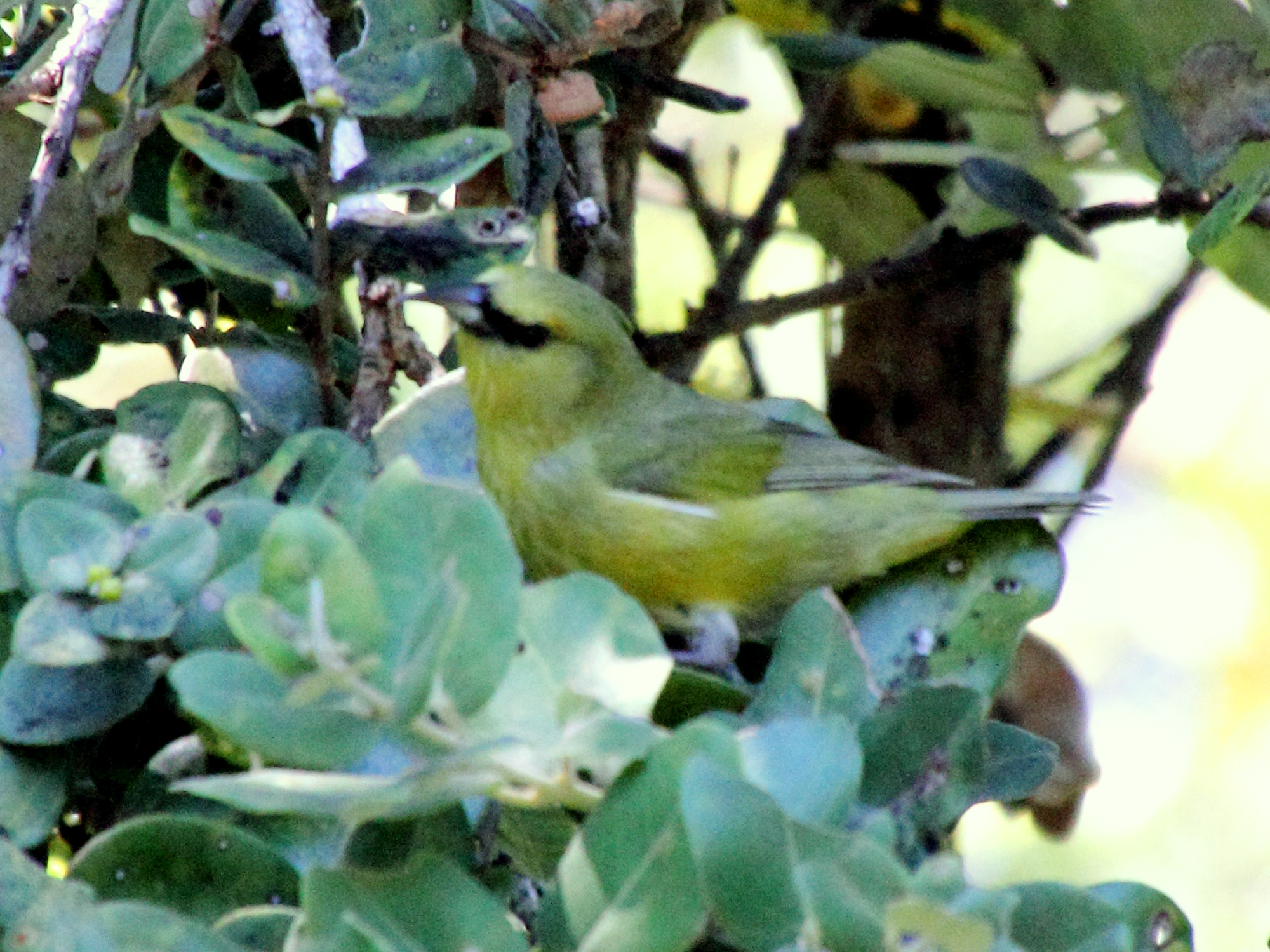
Esemplare in natura.

A dispetto di quanto il nome comune potrebbe suggerire, l'amakihi di Hawaii non è endemico dell'isola di Hawaii, ma si trova anche su Maui e Molokai, e fino al 1976 (anno dell'ultimo avvistamento certo) questi uccelli popolavano anche l'isola di Lanai.
Questi uccelli abitano virtualmente tutte le zone alberate del proprio areale al di sopra dei 300 m di quota, divenendo più comuni nelle aree subalpine a predominanza di piante autoctone (ohia, koa, mamane/Naio) ma colonizzando anche le piantagioni, le aree di rimboschimento e quelle infestate da specie introdotte.

## Tassonomia

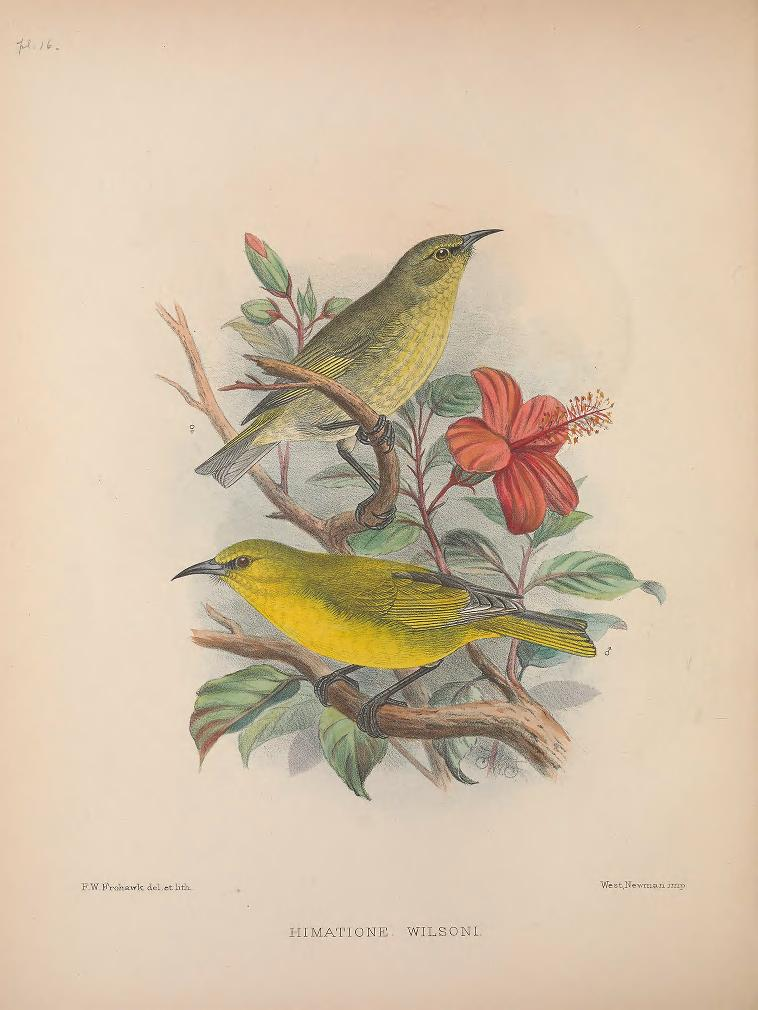
Illustrazione di C. v. wilsoni.

Classificato da Gmelin nel 1788 col nome scientifico di Certhia virens, in realtà l'amakihi di Hawaii non ha alcun legame di stretta parentela coi rampichini: spostato di volta in volta nei generi Loxops, Viridonia ed Hemignathus, in seguito ad analisi del DNA è emersa la distanza filogenetica coi summenzionati, sicché questo uccello è stato spostato in un proprio genere, Chlorodrepanis, che occupa a tutt'oggi assieme ad altre due specie di amakihi.
Se ne riconoscono due sottospecie:
- Certhia virens virens, la sottospecie nominale, endemica dell'isola di Hawaii;
- Certhia virens wilsoni Rothschild, 1893, diffusa su Maui e Molokai;

Secondo alcuni studiosi, le popolazioni di Molokai e Lanai andrebbero elevate al rango di sottospecie a sé stanti, rispettivamente coi nomi di C. v. kalaana e C. v. chloridoides: tuttavia, la maggior parte degli addetti ai lavori non ritiene le differenze fra le popolazioni tali da poterle scindere dalla sottospecie wilsoni, della quale fanno parte. In passato, anche le altre due specie di amakihi (amakihi di Kauai e amakihi di Oahu) venivano classificate come sottospecie dell'amakihi di Hawaii, che veniva infatti definito anche col nome di amakihi delle Hawaii.